# قلعة الفجيرة
قلعة الفجيرة، هي حصن يقع في مدينة الفجيرة في دولة الإمارات العربية المتحدة. يعود تاريخها إلى القرن السادس عشر، وهي من بين أقدم وأكبر القلاع في البلاد، تمتد القلعة على مساحة 610 أمتار مربعة، ومن المعروف أنها لعبت أدوارًا مهمة في مقاومة موجة الاستعمار. تعتبر اليوم من بين أهم المعالم السياحية في المدينة ومن المرجح أن تكون أقدم حصن في دولة الإمارات العربية المتحدة.
تقع القلعة على بعد حوالي 2 كم من وسط مدينة الفجيرة الحديثة في منطقة الفجيرة القديمة، على تلة صخرية صغيرة يصل ارتفاعها إلى 20 متراً وتبعد عن الساحل حوالي 1 كم.

## تاريخ بناء القلعة
استناداً إلى التحليل الكيميائي بواسطة كربون 14، فإن القلعة قد بنيت بين عامي 1500 و1550 ميلادية، وأعيد بناؤها ما بين 1650 و 1700 ميلادية حيث قامت إدارة التراث والآثار بترميم القلعة مع عدد من القصور والبيوت والمسجد.
تأتي شهرة القلعة من شكلها المعماري الفريد وحالتها الجيدة من حيث البناء إلى جانب موقعها المتميز، ولأنها تقع في منطقة تعد المدخل الرئيسي لإمارة الفجيرة، لذا فقد اهتم بها الشيوخ اهتماماً كبيراً نظراً لدورها الحيوي في حماية الإمارة بشكل محدد من غزوات الأعداء، ولهذا بنيت القلعة لتكون بمثابة الحصن الحصين للمدينة.

## شكل القلعة
تتكون القلعة من ثلاثة أبراج دائرية، وآخر مستطيل الشكل وطابقين وسطح، ويتكون الطابق الأرضي من صحن وغرفة واحدة، ومدخل رئيسي، وأدراج تؤدي إلى الطابق الأول، والذي يتكون من مجلس، وممر يؤدي إلى الأبراج ثم سطح تحيط به شرفات.
تتميز قلعة الفجيرة بتصميمات هندسية فريدة، فتخطيط هذه القلعة يختلف تماماً عن سائر التخطيط الهندسي الذي عرفت به القلاع في المنطقة، لأنها غير منتظمة الشكل، وليست وفق أبعاد تضاريسية معينة، بل أخذت شكل الربوة التي بنيت عليها، علما أنها بنيت من قبل الأهالي من مواد محلية، وهي الحجر والحصى والطين والتبن و مادة الصاروج لأغراض دفاعية إشارة إلى أن الأهالي دافعوا من داخلها ببسالة عن المنطقة وبمناسبات عديدة، وتصدوا إلى العديد من هجمات البرتغاليين والإنجليز في الماضي.
دمرت البحرية البريطانية ثلاثة أبراج من القلعة في العام 1925، وبقيت كذلك حتى العام 1997 حيث تم ترميمها وإعادتها إلى سابق عهدها.

## معرض صور

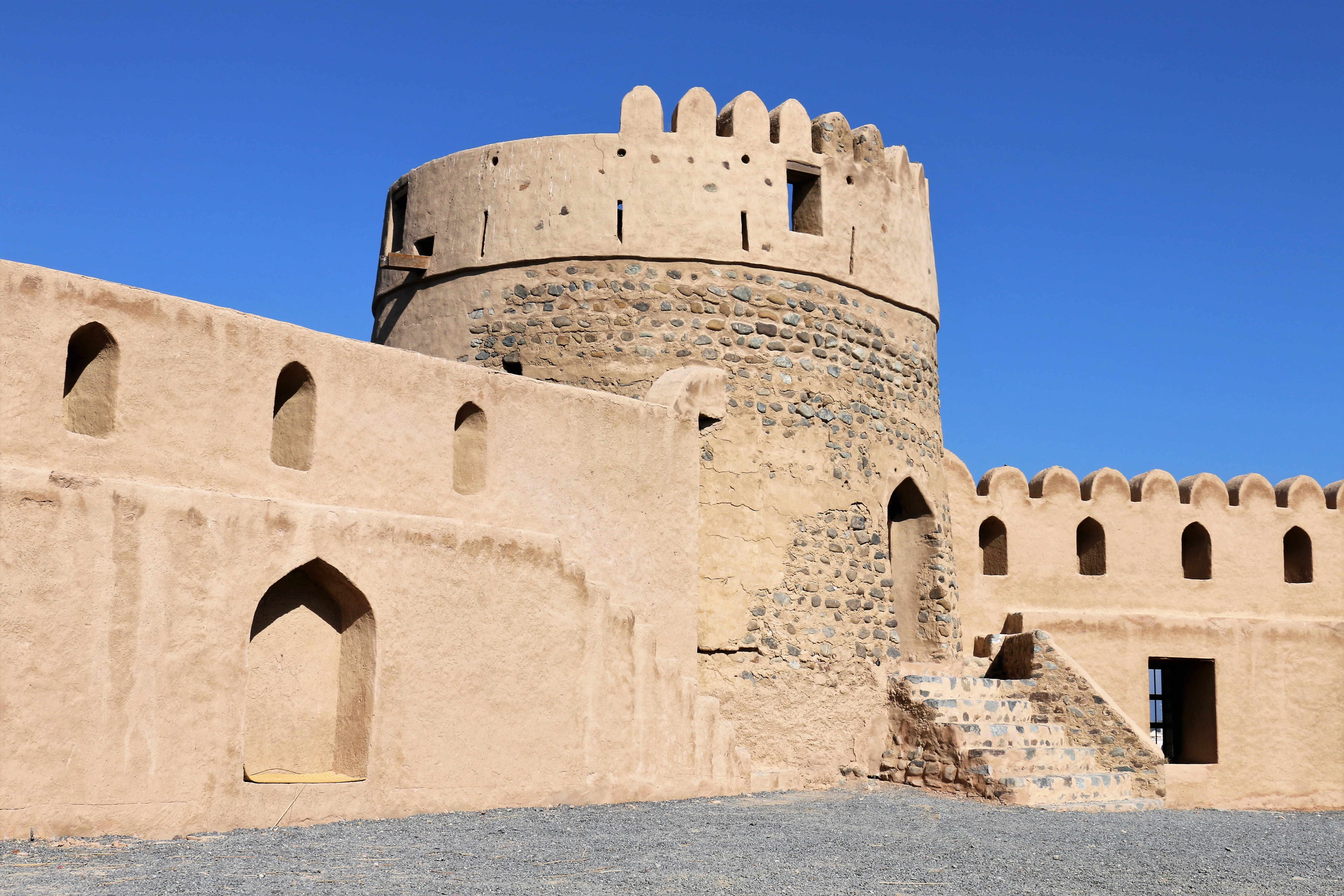
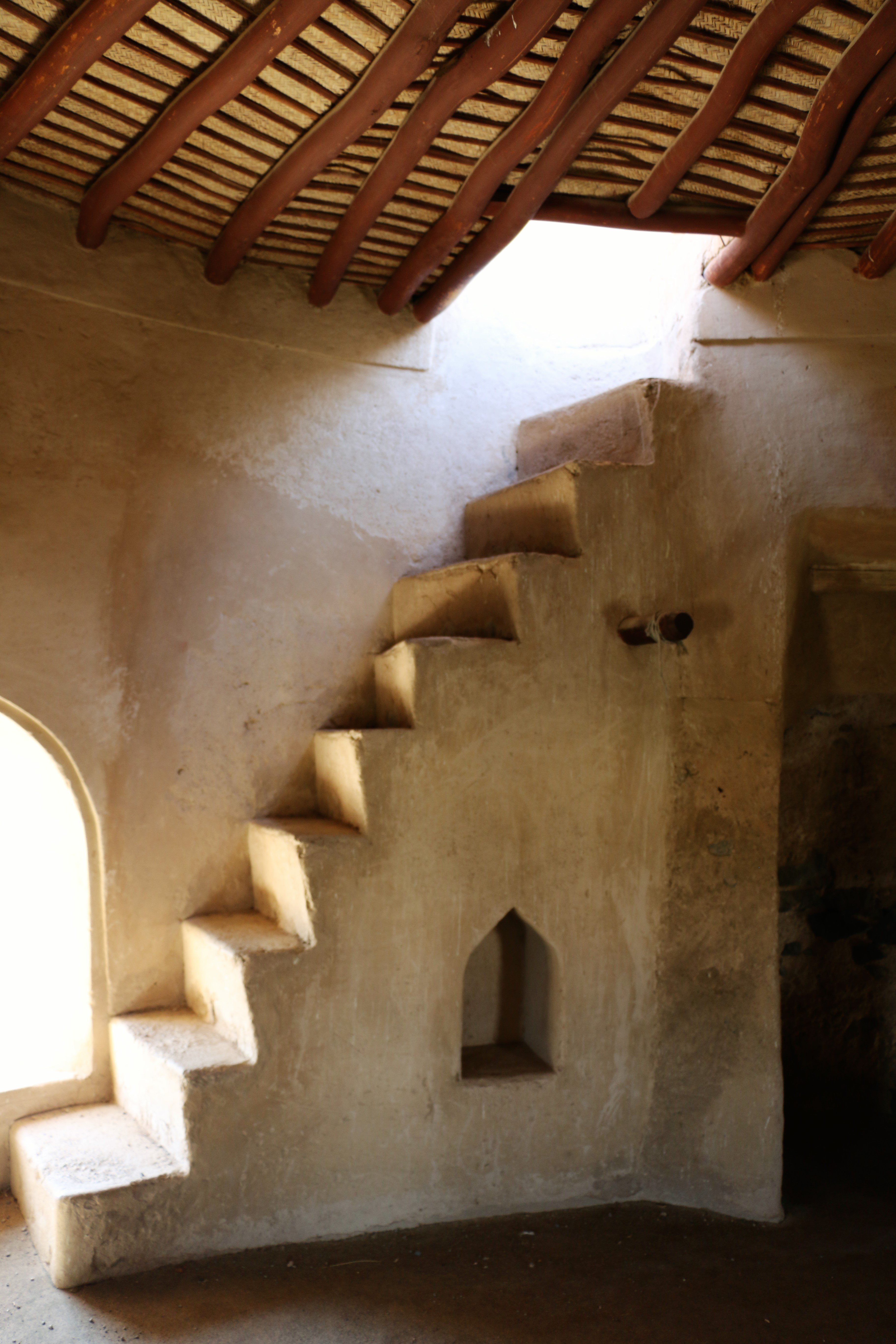
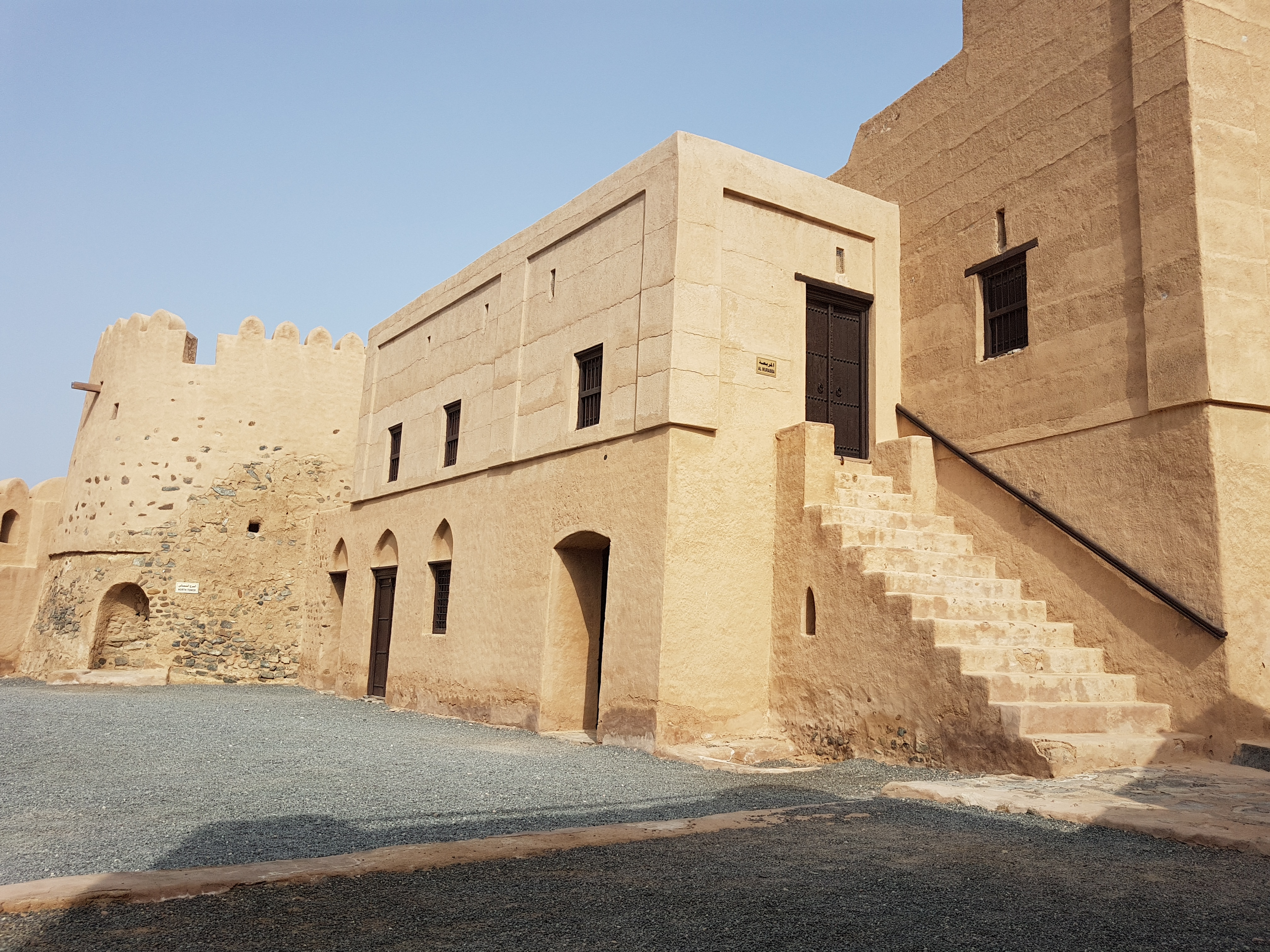